# Leksbergs distrikt
Leksbergs distrikt är ett distrikt i Mariestads kommun och Västra Götalands län. 
Distriktet ligger vid Vänern, sydväst om Mariestad. 

## Tidigare administrativ tillhörighet
Distriktet inrättades 2016 och utgörs av en del av området som Mariestads stad omfattade fram till 1971, delen som före 1952 utgjorde Leksbergs socken.
Området motsvarar den omfattning Leksbergs församling hade 1999/2000.